# Schönefeld

Lage an der Stadtgrenze Berlins

Schönefeld ist eine Gemeinde im brandenburgischen Landkreis Dahme-Spreewald in Deutschland. Auf ihrem Gebiet liegen der Flughafen Berlin Brandenburg und das Schönefelder Kreuz. Die Gemeinde erwirtschaftete im Jahr 2023 das höchste durchschnittliche Steueraufkommen pro Kopf in Brandenburg.

## Geografie
Die Gemeinde grenzt direkt an den Südosten Berlins mit dessen Ortsteilen Lichtenrade, Gropiusstadt, Buckow, Rudow, dem Kosmosviertel in Altglienicke und Bohnsdorf. Im Nordosten der Gemeinde, in unmittelbarer Nähe der Berliner Stadtgrenze, liegen die Schönefelder Seen. Im Norden der Gemeinde angrenzend an den Ortsteil Rudow von Berlin liegen kleine Einfamilienhaus-Siedlungen (Thiekesiedlung, Dunkelsiedlung, Hoffmannsiedlung, Ziedrichsiedlung).

### Nachbargemeinden
Das Gemeindegebiet erstreckt sich von der Grenze zu Berlin im Norden bis zur Stadt Mittenwalde im Süden, von der Gemeinde Blankenfelde-Mahlow im Westen bis zu den Gemeinden Schulzendorf und Zeuthen im Osten.

### Naturschutzgebiete
Östlich der Gemeinde Schönefeld schließt sich das Naturschutzgebiet Flutgrabenaue Waltersdorf an.

## Geschichte

### 13.–15. Jahrhundert
Schönefeld wurde 1375 das erste Mal als Schonenvelde und Schonenvelt im Landbuch Karls IV. urkundlich erwähnt. Das Angerdorf war in diesem Jahr 55 Hufen groß, davon entfielen drei abgabenfreie Hufen auf den Pfarrer. Eine Familie H. Schönefeld besaß vier freie und zwei Pachthufen. Eine Familie Matheus, die als Bauer in Schönefeld geführt wurde, war für vier Hufen von Bede und Wagendienst befreit. Es gab ein Lehnschulzengut mit vier weiteren freien Hufen sowie sieben Kötterhöfe, eine Mühle und einen wüst gefallenen Krug. Der Ort gehörte zu dieser Zeit um 1375 der später ausgestorbenen Familie von Selchow des Teltow, die das Ober- und Untergericht hielt, denen Wagendienste und Krugzinsen sowie ein Anteil an der Bede sowie an der Mühle zustanden. Außerdem hatten sie das Kirchenpatronat inne. Weitere Eigentümer war die Familie Schönefeld sowie ein Bürger T. Glase aus Cölln, dem Pacht und Zins von vier Hufen und Bede von zwei Hufen zustanden. Die Brüder Hönow aus Cölln erhielten Pacht und Zins auf elfeinhalb Hufen. Im Jahr 1450 bestand der Ort aus 52 Hufen, wobei erneut zwei dem Pfarrer zustanden und eine nach wie vor wüst lag. Für die verbleibenden 40 Hufen mussten Zinsen bezahlt werden. Der Krug schien mittlerweile wieder besetzt zu sein. 1454 erschien ein U. Zeuschel in den Unterlagen, dem die Hebungen des T. Glasow aus einem Hof zustanden. Um 1450 erschien weiterhin die Familie Mußlow im Ort.
Die Besitzanteile gestalteten sich in den folgenden Jahrzehnten ausgesprochen komplex. Ein erster Anteil ging vor 1466 an die Familie Hoppenrade zu Zepernick und von dort bis 1872 zum Kollegiatstift Cölln. Es erhielt 1466 die Renten, ab 1514 die Rechte der Familie Mußlow und ab 1533 die Hebungen der Hönows. Ab 1590 kamen die Rechte und Hebungen der Familien Trebow, Göde und Bardnick hinzu, ab 1608 auch deren Gerichte. 1693 erhielt das Kollegiatstift insgesamt sieben Achtel des Dorfes als Anteil, der 1704 nochmals bestätigt wurde. Darunter fielen ab 1745 auch die Gerichtsbarkeiten, Pächte, Zinsen sowie der Zehnt von elf Bauern, drei Köttern und dem Krug.

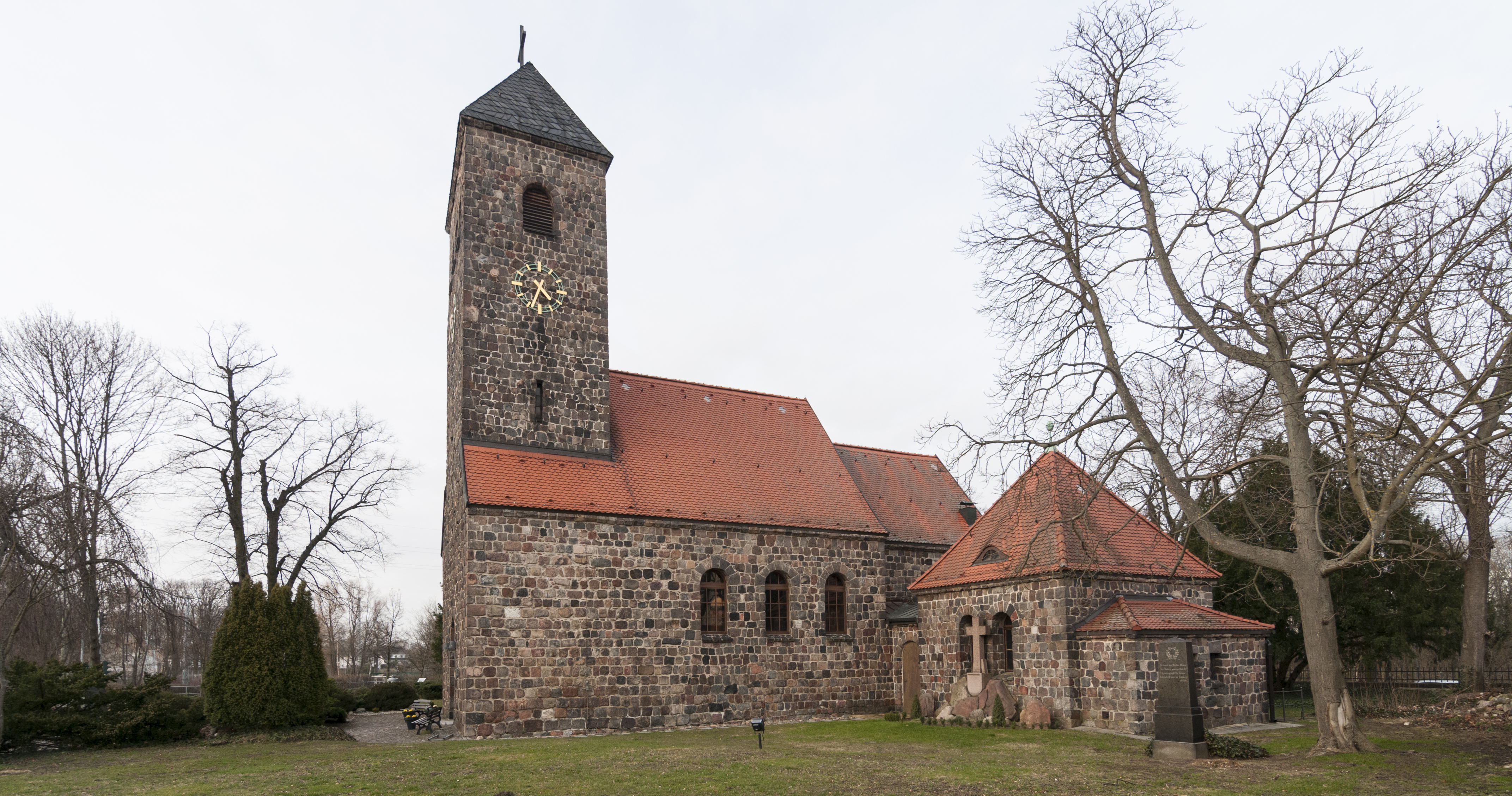
Dorfkirche Schönefeld, erstmalig erbaut im 13. Jahrhundert

Ein weiterer Anteil kam vor 1472 an die Familie von Diricke, die ihn 1472 an den Bürger Krewitz aus Berlin weitergaben. Er erhielt ein halbes Dorf mit Ober- und Untergerichtsbarkeit, Kirchenpatronat sowie Hebungen von neun Höfen und einem wüsten Hof mit zwei wüsten Hufen. Dieser Anteil ging vor 1536 bis 1580 an den Bürger Mittelstraß aus Bernau bei Berlin, der das halbe Dorf, die halbe Ober- und Untergerichtsbarkeit, das Kirchenpatronat, die Straßengerechtigkeit sowie die halben Einnahmen aus dem Lehnschulzengut mit vier Hufen erhielt. Dem Bürger standen weiterhin die Einkünfte von drei Kötter, Hebungen von einem Vierhufner, fünf Zweihufern, einen Halbhufnern und im Jahr 1536 von anderthalb Hufen des Krügers zu. Dieser Anteil ging bis 1590 an die Familie Guden (Göde), die es zusammen mit den Anteilen der Familien Trebbow und Bardnick an das Kollegialstift weitergaben.
Ein dritter Anteil kam vor 1375 an den Bürger Hönow aus Cölln, der Pacht und Zins aus elfeinhalb Hufen erhielt. 1472 standen ihm Einnahmen von drei Höfen und 22 Hufen und Hebungen zu. Diese Hebungen kamen 1533 an das Kollegialstift. Ein vierter Anteil lag vor 1450 bis nach 1514 bei der Familie Mußlow. Sie erwarben weitere kurfürstliche Rechte und übertrugen sie an den Amtmann zu Köpenick G. Flans. Die Familie von Flans erhielt vor 1539 bis 1675 ein Achtel der Ober- und Untergerichtsbarkeit sowie 1539 Hebungen von vier Hufen; 1571 zusätzlich von drei Köttern. 1609 kamen von Rüdigers Witwe weitere Einkünfte aus einem Hof mit vier freien Hufen sowie sieben Anteile an der Fischerei und der Zaungerichtsbarkeit hinzu. Dieser Anteil fiel 1675 bis 1736 an das Amt Köpenick, die ein Achtel der Ober- und Untergerichtsbarkeit erhielten, das Kirchenpatronat, einen freien Hof mit vier Hufen, einen Bauernhof mit einem Hufen, den nach wie vor wüsten Krug mit drei Hufen und ab 1729 auch die Hebungen aus dem Gut Großmachnow von vier Höfen. 1736 übernahm die Herrschaft Königs Wusterhausen diesen Anteil, der im 19. Jahrhundert verpachtet wurde. Ein letzter Anteil war vor 1608 bis nach 1745 in kurfürstlichem Besitz und wurde 1745 vom Amt Mühlenhof über die Dienste der Untertanen des Kollegiatstifts verwaltet.

### 16.–18. Jahrhundert
Im Jahr 1541 bestand die Gemarkung nach wie vor aus 52 Hufen und drei Pfarrhufen. Vor 1571 kaufte die Familie Mittelstraß einen Vierhufner aus und machte ihn zum Wohnhof. Vor dem Dreißigjährigen Krieg lebten 1624 im Ort zwölf Hufner, drei Kötter und ein Hirte. Es gab noch keine eigene Schmiede – bei Bedarf kam ein Laufschmied vorbei. Nach dem Krieg waren es noch sechs Bauern mit einem Stiefsohn sowie fünf Knechten. Hinzu kamen drei Kötterhöfe mit einem Knecht. Die Funktion des Lehnschulzen hatte der Pfarrer aus Berlin-Bohnsdorf übernommen. 1690 waren von den elf Bauernhöfen noch drei wüst. Die drei Kötter waren ebenfalls noch im Ort, doch die Umstände waren offenbar schwierig. Die Statistik verzeichnet, dass die „ein hohes und mageres Feld, wenige Wiese“ haben.
Im Jahr 1704 gab es einen freien Hof des Amtes Köpenick der drei freie Hufen im Dorf sowie dreieinhalb wüste Hufen auf der Feldmark Diepensee umfasste. Ein Hufen kam aus der mittlerweile offenbar wieder wüst gefallenen Krugstelle in Schönefeld hinzu. 1711 gab es mittlerweile eine eigene Schmiede, neun Hufner, drei Kötter und einen Hirten. Sie zahlten für 48 Hufen je acht Groschen. 1745 war eine Meierei der Herrschaft Königs Wusterhausen mit vier freien Hufen entstanden. Es gab weiterhin elf Bauern, drei Kötter und erneut einen Krug. Im Jahr 1771 bestand Schönefeld aus 15 Giebeln (=Wohnhäusern), einem Schmied und einem Hirten. Die Abgaben lagen konstant bei acht Groschen je Hufen.

### 19. Jahrhundert
Im Jahr 1801 gab es elf Ganzbauern, zwei Ganzkötter, sechs Einlieger, eine Schmiede und einen Krug. Das Vorwerk wurde in Erbpacht betrieben; es gab insgesamt 22 Feuerstellen (=Haushalte). Schönefeld und seine im 21. Jahrhundert vorhandenen Ortsteile kamen 1817 zum Kreis Teltow in der preußischen Provinz Brandenburg. 1840 berichtete die Statistik lediglich von 22 Wohnhäusern in Dorf und Vorwerk. 1858 gab es das Dorf mit dem Etablissement Adlermühle. Dort gab es 16 Hofeigentümer, die 39 Knechte und Mägde sowie 47 Tagelöhner beschäftigten. Es gab einen nebengewerblichen Landwirt und zwei Arbeiter sowie zwei Personen „Gesinde“. Im Dorf bestanden 17 Besitzungen. Zwölf von ihnen waren zwischen 30 und 300 Morgen groß (zusammen 2470 Morgen), vier zwischen fünf und 30 Morgen (zusammen 55 Morgen) und eine weitere drei Morgen groß. In Schönefeld hatten sich zahlreiche Gewerke angesiedelt. Es gab einen Schuhmachermeister, zwei Schneidermeister mit sechs Gesellen und einem Lehrling, einen Zimmergesellen, einen Grobschmiedemeister mit einem Gesellen und einem Lehrling, einen Verfertiger von Produkten aus Getreide mit zwei Gehilfen sowie zwei Kaufleute und den Krüger. Die Statistik erwähnt jedoch auch drei als „Arme“ bezeichnete Personen. Im Rittergut gab es den Gutseigentümer mit zwölf Knechten und Mägden sowie 26 Tagelöhnern. Sie bewirtschafteten 1306 Morgen Fläche. 1860 bestanden im Dorf vier öffentliche, 30 Wohn- und 60 Wirtschaftsgebäude, darunter eine Getreidemühle. Es wurden 2528 Morgen Acker bewirtschaftet. Im Gut gab es vier Wohn- und zehn Wirtschaftsgebäude; bewirtschaftet wurden 1201 Morgen Macker, 88 Morgen Wald, elf Morgen Wiese und sechs Morgen Gartenland. 1879 weist das erstmals veröffentlichte Generaladressbuch der Ritterguts- und Gutsbesitzer für die Provinz Brandenburg Schönefeld mit aus, als nicht kreistagsfähiges Gut. Es war also damals kein richtiges Rittergut. Die Besitzgröße wird mit 325 ha angegeben. Eigentümer waren des Amtsrates Nettesche Erben. Zum Gut gehörte eine Brennerei. Vor 1900 wird das Gut Schönefeld wieder genannt, jetzt mit 401 ha, und mit dem Status eines Rittergutes. Besitzer ist nun Carl Wrede. Der neue Gutsherr ist aktiv in der Deutschen Landwirtschafts-Gesellschaft und wirbt für den Einsatz von Chilesalpeter. Seine Frau wiederum ist im Ehrenamt im Vorstand des Frauenvereins des Kreises Teltow.

### 20.–21. Jahrhundert
Im Jahr 1900 gab es im Dorf 43 und im Rittergut fünf Wohnhäuser. Schon vor 1903 ist das Rittergut Diepensee Teil des Rittergutes Schönefeld geworden. Mitte der 1920er Jahre lebten nach einer Volkszählung in Schönefeld-Ort 433 Personen, auf dem Gut 123 Personen, auch Gutspächter Wilhelm Busse. In Diepensee lebten im Jahre 1927 genau 201 Personen, davon 97 weiblich. Der Bestand der Wohnhäuser im Ort wuchs weiter an, auf 54 Wohnhäuser im Jahr 1931 an. Im Jahre 1928 wurde zuvor, wie in ganz Brandenburg üblich, die Gemeinde Schönefeld mit dem Rittergut vereinigt; 1932 bestand sie weiterhin aus den Wohnplätzen Adlermühle, Chausseehaus und Siedlung Schönefeld. Vor der großen Weltwirtschaftskrise leitete der Eigentümer, Major a. D. Karl Wrede, weiter das Gut Schönefeld mit Diepensee. Er ließ außerdem seine Schönefelder Brennrechte auf die Brennerei Diepensee amtlich übertragen. Als Flächenumfang gibt das Brandenburgische Güteradressbuch für Schönefeld genau 392 ha an. Wrede war seit 1919 Amtsvorsteher, sein Stellvertreter Gemeindevorsteher Ziedrich. Wrede war sehr geschäftstüchtig und betrieb des Weiteren eine Dampfziegelei Bülzig GmbH in Eigenregie. Zudem betätigte sich der Rittergutsbesitzer auf höherer politischer Ebene und wurde in den Provinzialrat der Provinz Brandenburg gewählt.
Nach dem Ende des Zweiten Weltkrieges wurden 79 Hektar enteignet und neu aufgeteilt. 53 Bauern erhielten zusammen 13 Hektar. Weitere 15 Bauern erhielten 43 Hektar, zwei Betriebe zusammen 23 Hektar. 1950 gab es die Gemeinde Schönefeld mit den Wohnplätzen Thiekesiedlung, Dunkelsiedlung und Hoffmann Ziedrich Siedlung. Schönefeld kam im Jahr 1952 zum Kreis Königs Wusterhausen im DDR-Bezirk Potsdam. Im gleichen Jahr gründete sich eine LPG vom Typ I, die 1955 in einen Typ III umgewandelt wurde. Sie hatte in diesem Jahr 59 Mitglieder und bewirtschaftete 345 Hektar Fläche. 1960 bestand diese weiterhin mit 91 Mitgliedern und 533 Hektar Fläche. Außerdem gab es eine weitere LPG Typ I mit drei Mitgliedern und 23 Hektar Fläche, die sich 1968 an die LPG Typ III anschlossen. 1973 bestand im Ort der VEB Holzbearbeitung Berlin sowie die LPG. Seit 1993 liegt Schönefeld im brandenburgischen Landkreis Dahme-Spreewald.
Am 26. Oktober 2003 wurden die Orte Großziethen, Kiekebusch, Selchow, Waltersdorf und Waßmannsdorf nach Schönefeld eingemeindet. Am 29. Februar 2004 wurde die Gemeinde Diepensee aufgelöst. Ein Teil der ehemaligen Gemeindefläche wurde nach Schönefeld umgegliedert.
Nach Durchführung des Städtebaulich-Freiraumplanerischen Wettbewerbs „Schönefeld-Nord“ wurde im August 2022 der Siegerentwurf für die Entwicklung einer ca. 150 bis 170 ha großen Freifläche im Schönefelder Rathaus vorgestellt. Der Entwurf umfasst die Schaffung eines Wohn- und Geschäftsquartiers, welches sich im Süden ausgehend vom Bahnhof Schönefeld nach Norden bis an die Stadtgrenze zu Berlin erstrecken soll. Die Verlängerung der U-Bahnlinie U7 von Rudow bis zum Bahnhof Schönefeld ist Bestandteil des Mobilitätskonzeptes.

## Bevölkerungsentwicklung
Im Zeitraum von 2005 bis 2023 war Schönefeld die prozentual am schnellsten wachsende Gemeinde in Deutschland.
| Jahr | Einwohner |
| ---- | --------- |
| 1875 | 0 494     |
| 1890 | 0 613     |
| 1910 | 0 595     |
| 1925 | 0 542     |
| 1933 | 0 603     |
| 1939 | 1 058     |

| Jahr | Einwohner |
| ---- | --------- |
| 1946 | 1 132     |
| 1950 | 1 149     |
| 1964 | 1 568     |
| 1971 | 1 238     |
| 1981 | 2 177     |
| 1985 | 2 139     |

| Jahr | Einwohner |
| ---- | --------- |
| 1990 | 0 1 973   |
| 1995 | 0 1 810   |
| 2000 | 0 2 892   |
| 2005 | 12 274    |
| 2010 | 13 256    |
| 2015 | 14 190    |

| Jahr | Einwohner |
| ---- | --------- |
| 2020 | 17 017    |
| 2021 | 18 499    |
| 2022 | 18 683    |
| 2023 | 19 040    |
| 2024 | 19 154    |

Gebietsstand des jeweiligen Jahres, Einwohnerzahl: Stand 31. Dezember (ab 1991), ab 2011 auf Basis des Zensus 2011, ab 2022 auf Basis des Zensus 2022
Die Zunahme der Einwohnerzahl 2005 ist auf die Eingliederung mehrerer Gemeinden im Jahr 2003 zurückzuführen.
Mit der geplanten Entwicklung des neuen Stadtquartiers Schönefeld-Nord sollen bis 11.500 neue Einwohner für die Gemeinde gewonnen werden.

## Politik

### Gemeindegliederung

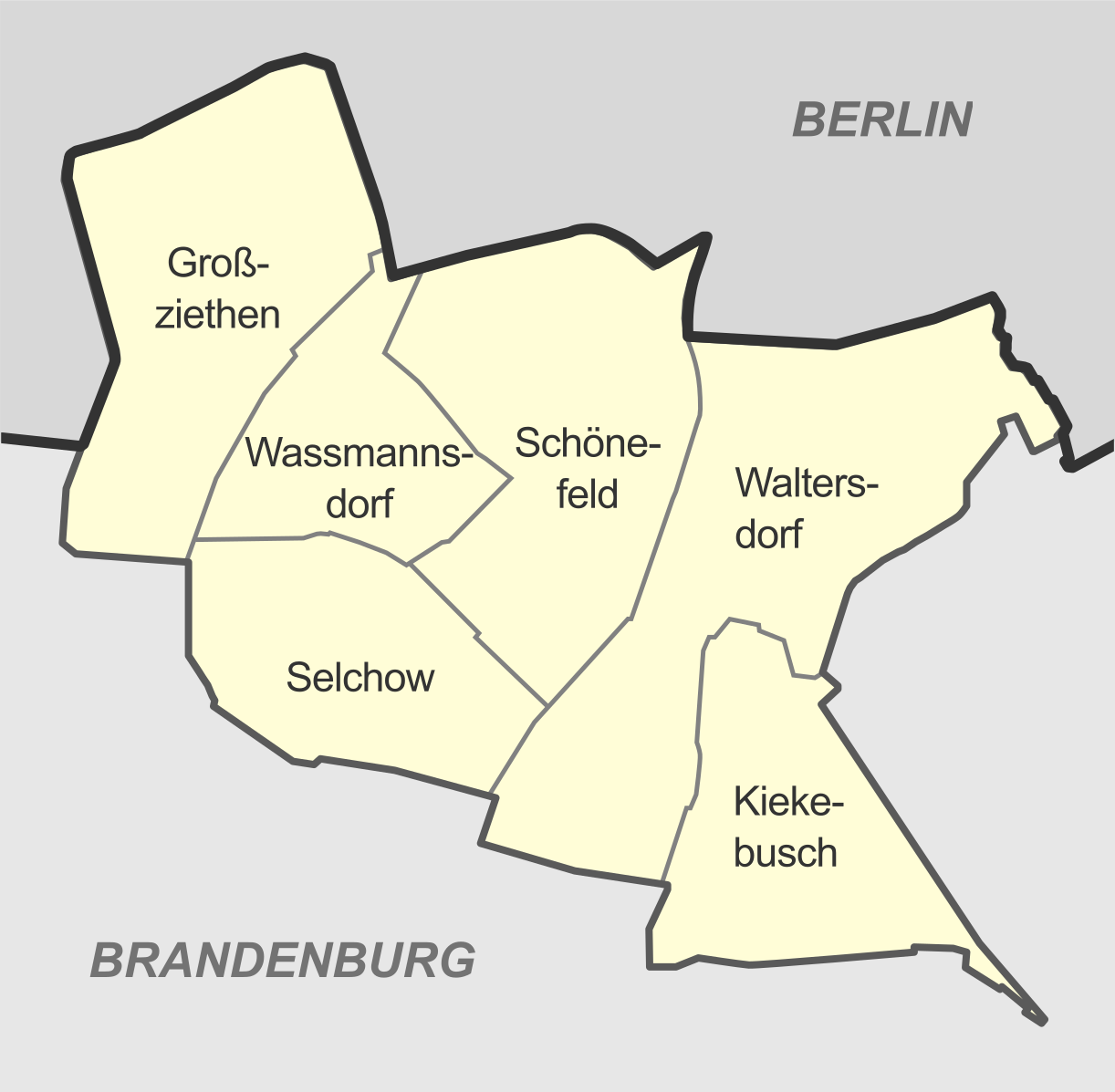
Lage der Ortsteile innerhalb der Gemeinde Schönefeld

Schönefeld untergliedert sich in sechs Ortsteile mit sieben bewohnten Gemeindeteilen und zwei Wohnplätzen:
- Schönefeld mit Wohnplatz Thiekesiedlung[26]
- Großziethen mit dem bewohnten Gemeindeteil Kleinziethen
- Kiekebusch mit dem bewohnten Gemeindeteil Karlshof
- Selchow
- Waltersdorf mit den bewohnten Gemeindeteilen Rotberg, Siedlung Hubertus, Siedlung Waltersdorf, Tollkrug und Vorwerk.
- Waßmannsdorf

### Gemeindevertretung

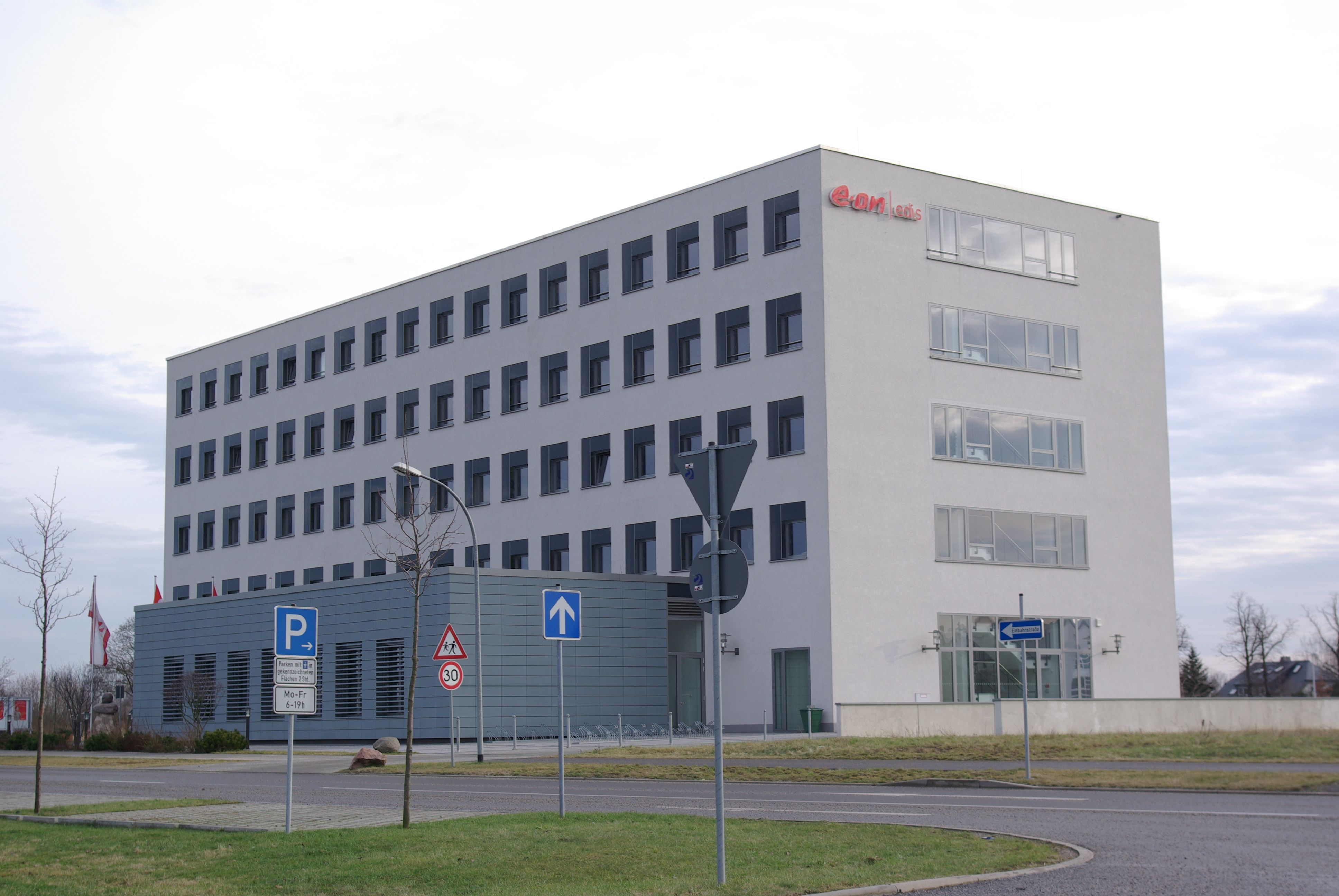
Neues Rathaus von Schönefeld

Die Gemeindevertretung von Schönefeld besteht aus 28 Gemeindevertretern und dem hauptamtlichen Bürgermeister als stimmberechtigtem Mitglied. Die Kommunalwahl am 9. Juni 2024 führte bei einer Wahlbeteiligung von 56,2 % zu folgendem Ergebnis:
| Partei / Wählergruppe             | Stimmenanteil 2019 | Sitze 2019 |  | Stimmenanteil 2024 | Sitze 2024 |
| --------------------------------- | ------------------ | ---------- |  | ------------------ | ---------- |
| CDU                               | 23,4 %             | 6          |  | 25,7 %             | 7          |
| AfD                               | 14,2 %             | 4          |  | 21,7 %             | 6          |
| Bürgerinitiative Schönefeld (BiS) | 17,0 %             | 5          |  | 14,1 %             | 4          |
| SPD                               | 14,6 %             | 4          |  | 12,8 %             | 4          |
| Schönefeld machen!                | –                  | –          |  | 12,1 %             | 3          |
| Die Linke                         | 06,4 %             | 2          |  | 05,4 %             | 2          |
| Bündnis 90/Die Grünen             | 09,2 %             | 3          |  | 04,2 %             | 1          |
| Freie Wähler Schönefeld (FWS)     | 07,6 %             | 2          |  | 04,1 %             | 1          |
| Alle für Eine                     | 04,6 %             | 1          |  | –                  | –          |
| FDP                               | 03,1 %             | 1          |  | –                  | –          |
| Insgesamt                         | 100 %              | 28         |  | 100 %              | 28         |

### Bürgermeister
- 1998–2003: Joachim Wolff[29]
- 2003–2019: Udo Haase (Alle für Eine)[30]
- seit 2019: Christian Hentschel (Bürgerinitiative Schönefeld)

Hentschel wurde in der Bürgermeisterstichwahl am 22. September 2019 mit 64,5 % der gültigen Stimmen für eine Amtszeit von acht Jahren gewählt.

### Wappen

Wappen der Gemeinde
Wappen des Ortes

Das Gemeindewappen wurde am 28. April 2005 genehmigt.
Blasonierung: „Von Rot und Silber zwölfmal geständert und belegt mit einer Windrose (eine silberne Scheibe belegt mit einem achtstrahligen gold-schwarz facettierten Stern, oben besteckt mit einer schwarz-gold gespaltenen Lilie).“
Das Wappen wurde vom Heraldiker Frank Diemar gestaltet.
Ortsteil Schönefeld
Blasonierung: „Von Rot und Silber geviert, überdeckt von zwei übereinander liegenden gold-schwarzen facettierten Sternen mit je vier Strahlen, wovon die unteren, schräggekreuzten verkürzt sind.“
Erläuterung: Der am südlichen Rande Berlins liegende Ortsteil ist nach 1945 vor allem als Knotenpunkt von Schienen-, Straßen- und besonders dem Luftverkehr bekannt geworden. Der in seiner Form an eine Windrose erinnernde Doppelstern soll diese Funktion als Verkehrsverbindung in alle Himmelsrichtungen symbolisieren. Die rot-weiße Vierung verweist auf die Landesfarben.

### Gemeindepartnerschaften
Es besteht seit 1999 eine Partnerschaft mit Bajangol in der Mongolei, einem Distrikt (Düüreg) der Hauptstadt Ulaanbaatar.
Eine weitere Partnerschaft zu dem polnischen Dorf Skórka in Krajenka ist geplant.

## Bauwerke

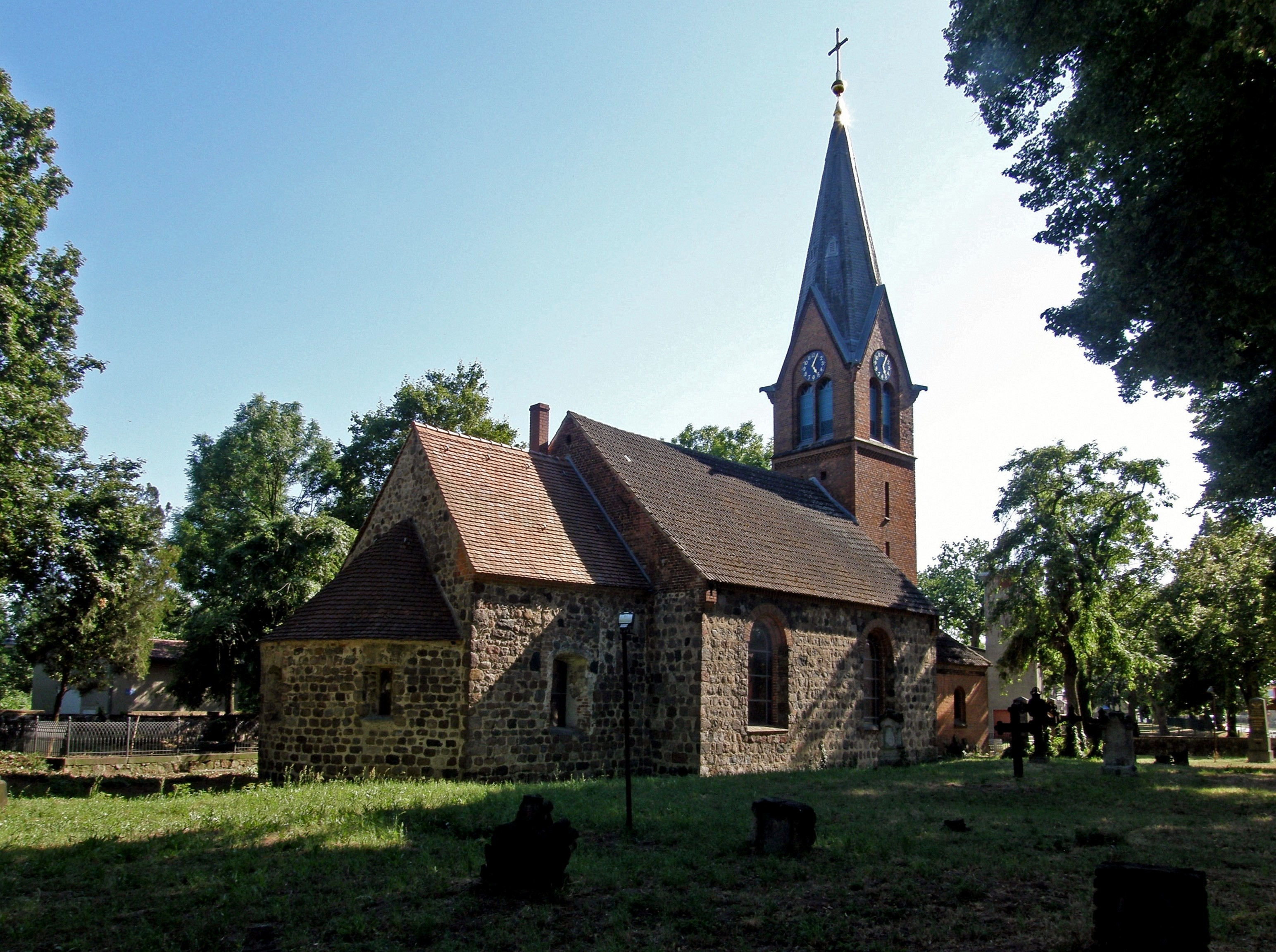
Dorfkirche Großziethen

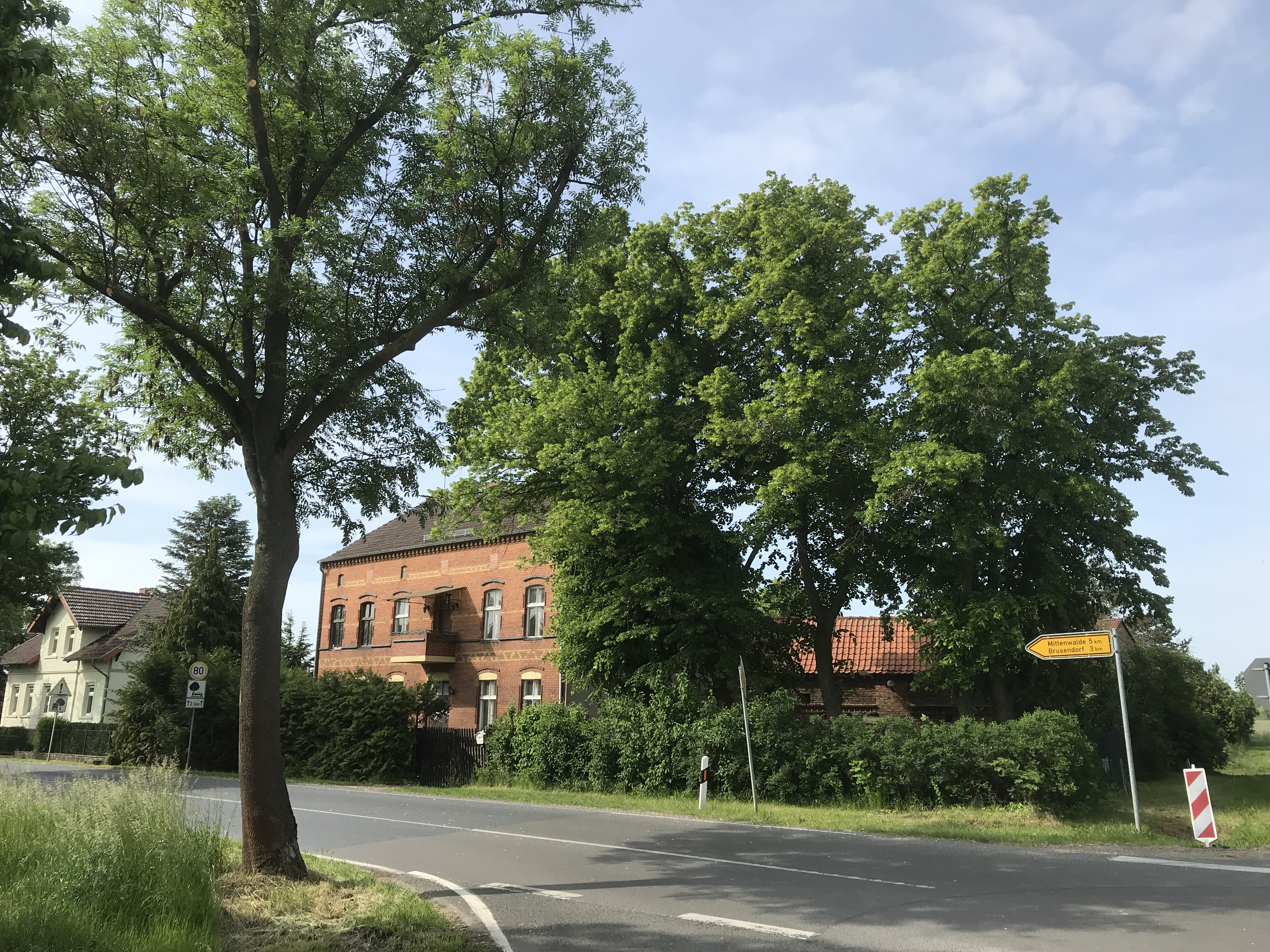
Siedlung Tollkrug

Schönefeld ist nicht für seine Baukultur bekannt. Viele Bauten der Gemeinde sind nach dem Jahr 2000 entstanden.
- Die Dorfkirche Schönefeld ist eine spätromanische Saalkirche aus der ersten Hälfte des 13. Jahrhunderts, die in den Jahren 1904 bis 1905 erheblich umgebaut wurde.
- Die Dorfkirche Kiekebusch entstand vermutlich im 14. Jahrhundert und wurde in den Jahren 1693 und 1694 nach Süden hin durch den Anbau einer Patronatsloge erweitert. In seinem Innern steht unter anderem ein Altar aus der zweiten Hälfte des 17. Jahrhunderts.
- Die Dorfkirche Selchow ist eine romanische Feldsteinkirche aus der ersten Hälfte des 13. Jahrhunderts. Die Fenster wurden um 1700 zum Teil vergrößert; das Bauwerk in den Jahren 1972 und 1973 restauriert. Im Innern befinden sich unter anderem ein zweigeschossiger Kanzelaltar und eine Fünte aus dem Jahr 1710 sowie ein Kruzifix, das Ende des 15. Jahrhunderts geschaffen wurde.
- Die Dorfkirche Waltersdorf ist eine spätromanische Saalkirche aus der Mitte des 13. Jahrhunderts. Im Innern befindet sich unter anderem ein Altarretabel bestehend aus einem Mittelschrein eines geschnitzten Altars, der um 1620 entstand. Er zeigt im Altarblatt die Dreifaltigkeit und wird von zwei Flügeln ergänzt, die um 1640 entstanden. Auf dem linken Flügel sind Simon Petrus, Paulus von Tarsus sowie Jakobus der Ältere dargestellt, rechts Barbara von Nikomedien, Apollonia von Alexandria und Katharina von Alexandrien.
- Die Dorfkirche Waßmannsdorf ist eine Feldsteinkirche, die vermutlich in der Mitte des 13. Jahrhunderts errichtet wurde. 1926 kam der Westturm hinzu. In ihrem Innern steht unter anderem ein hölzerner Kanzelaltar aus dem Anfang des 18. Jahrhunderts.
- Denkmal für 200 umgekommene Kriegsgefangene und Zwangsarbeiter auf dem Friedhof des Ortsteils Großziethen zwischen Karl-Marx-Straße und Dorfstraße. Sie mussten während des Zweiten Weltkriegs in einem Zwangsarbeiterlager in drei großen Baracken leben.

## Wirtschaft
Die größte steuerliche Einnahmequelle der Gemeinde ist das Airport-Center, ein Gewerbegebiet im Ortsteil Waltersdorf. Ein weiterer wichtiger Einnahmefaktor ist der Flughafen Berlin Brandenburg, welcher Ende Oktober 2020 den Flughafen Berlin-Schönefeld ersetzte.
Schönefeld ist Sitz des Möbelhauses Höffner und des dazugehörenden Möbeldiscounters Sconto. Die Deutsche Post AG betreibt hier eines ihrer 82 Briefzentren in Deutschland. Weiterhin hat sich der Logistikkonzern Dachser hier niedergelassen.
Der Wirtschaftsstandort ist einer von 15 regionalen Wachstumskernen im Land Brandenburg. Dadurch werden ausgewählte zukunftsorientierte Branchen gefördert.

## Verkehr

### Straße

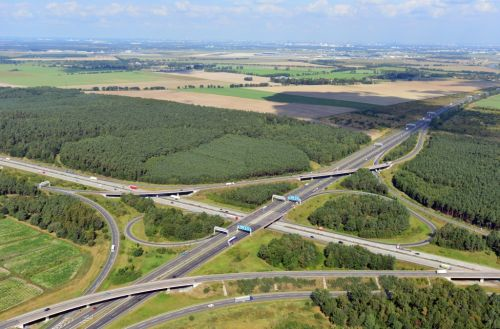
Das Schönefelder Kreuz

Schönefeld liegt an der Bundesstraße B 96a zwischen der Berliner Stadtgrenze (Ortsteil Altglienicke) und Teltow.
Die Landesstraße L 75 zwischen der Berliner Stadtgrenze (Ortsteil Buckow) und Mahlow führt ebenfalls über das Gemeindegebiet.
Die Bundesautobahnen A 113 und A 117 durchqueren das Gebiet der Gemeinde.
An der südlichen Gemeindegrenze verläuft die A 10 (südlicher Berliner Ring) mit dem Schönefelder Kreuz.

### Schienenverkehr

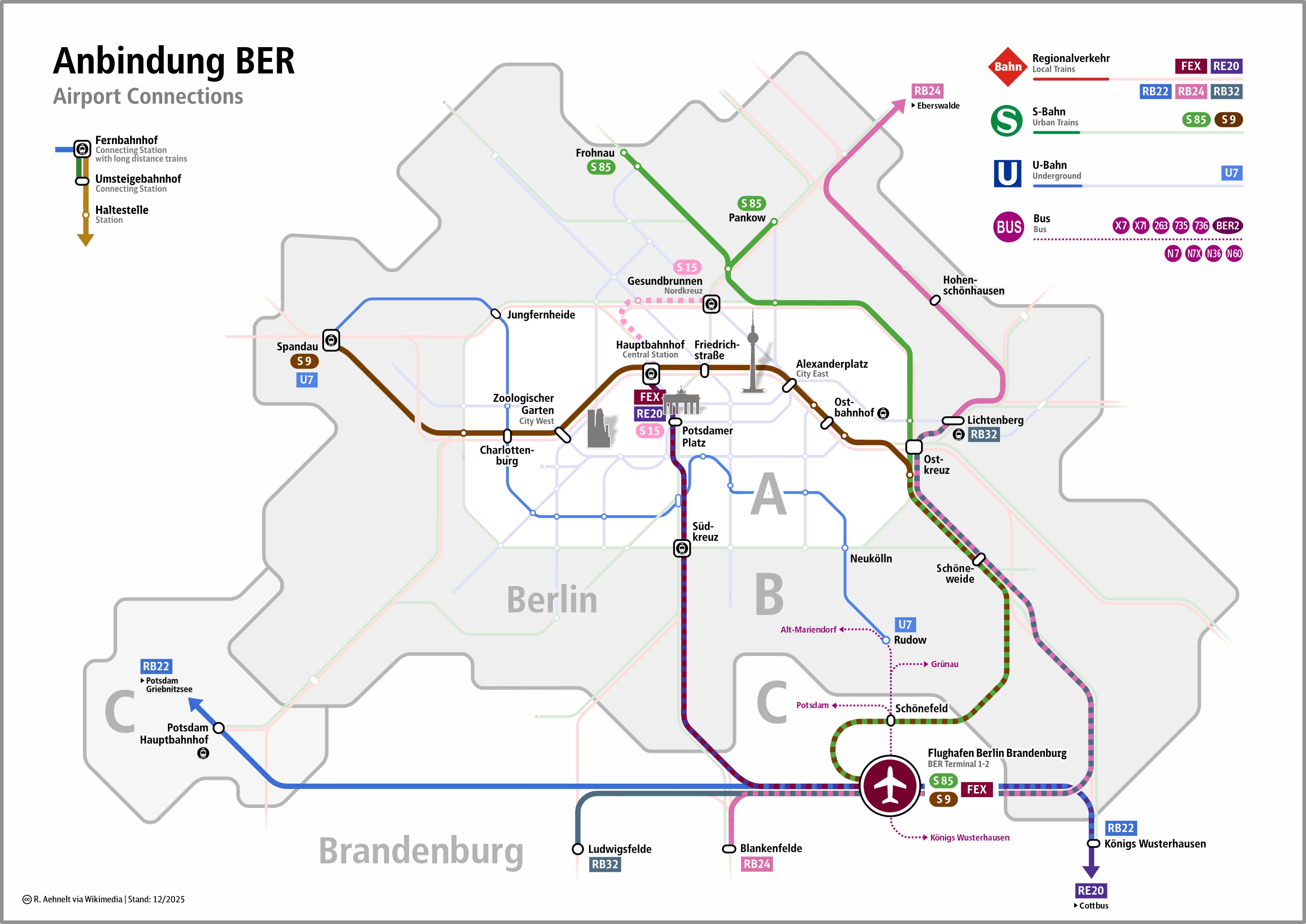
Schienenverkehr in Schönefeld, 2022

Auf dem Bahnhof Schönefeld (bei Berlin) verkehren zwei Regionalbahnlinien:
- RB 24 nach Eberswalde Hbf über Berlin-Schöneweide, Berlin Ostkreuz, Berlin-Lichtenberg und Bernau (b Berlin)
- RB 32 nach Oranienburg über Berlin-Schöneweide, Berlin Ostkreuz, Berlin-Lichtenberg und Berlin-Hohenschönhausen

sowie zwei Linien der S-Bahn Berlin:
- S-Bahn-Linie S45 von Flughafen BER nach Südkreuz (mit Halt u. a. an den Bahnhöfen Berlin-Schöneweide, Neukölln und Tempelhof)
- S-Bahn-Linie S9 von Flughafen BER nach Spandau (mit Halt u. a. an den Bahnhöfen Berlin-Schöneweide, Alexanderplatz, Hauptbahnhof und Berlin-Charlottenburg)

Der Anschluss des Flughafen BER an das U-Bahn-Netz Berlins wurde mehrfach geprüft. Im April 2025 kam eine Kosten-Nutzen-Analyse der Berliner Senatsverwaltung für Mobilität, Verkehr, Klimaschutz und Umwelt zu einer positiven Bewertung des Vorhabens. Der Plan sieht vor, die U7 ab dem U-Bahnhof Rudow über den Bahnhof Schönefeld bis zum Flughafen BER zu verlängern. Insgesamt würden bis zu sieben neue Haltestellen entstehen. Die Baukosten werden auf ca. 890 Millionen Euro geschätzt. Gegen das Vorhaben protestieren einige Umweltschutz- und Fahrgastverbände.
Seit dem 25. Oktober 2020 ist der S-Bahn-Haltepunkt Waßmannsdorf (zwischen den Bahnhöfen Schönefeld (bei Berlin) und Flughafen BER) in Betrieb.
Am 13. April 2021 erfolgte der erste Spatenstich für den Bau der sogenannten Mahlower Kurve. Der neue zweigleisige Abzweig wird eine Verbindung vom Berliner Außenring auf die Dresdner Bahn (Strecke Berlin Südkreuz – Blankenfelde) herstellen. Durch Umbau am Schienenkreuz soll die Fahrzeit zwischen dem Berliner Hauptbahnof und dem Flughafen BER um 8 Minuten auf eine Fahrzeit von 20 Minuten reduziert werden. Die Eröffnung der Strecke ist für Dezember 2025 geplant. Die Kosten für den Bau der 920 m langen Kurve wurden 2021 mit 62 Millionen Euro angegeben.
Auch der Bahnhof Flughafen BER liegt in Schönefeld.
Der frühere Bahnhof Schönefeld (Kr Teltow) Dorf lag an der Bahnstrecke Berlin Hermannstraße–Zossen.

### Busverkehr
- Buslinien der BVG (X7, 163, 164, 171, 744) und der RVS verkehren nach Berlin und ins Umland.

### Flugverkehr

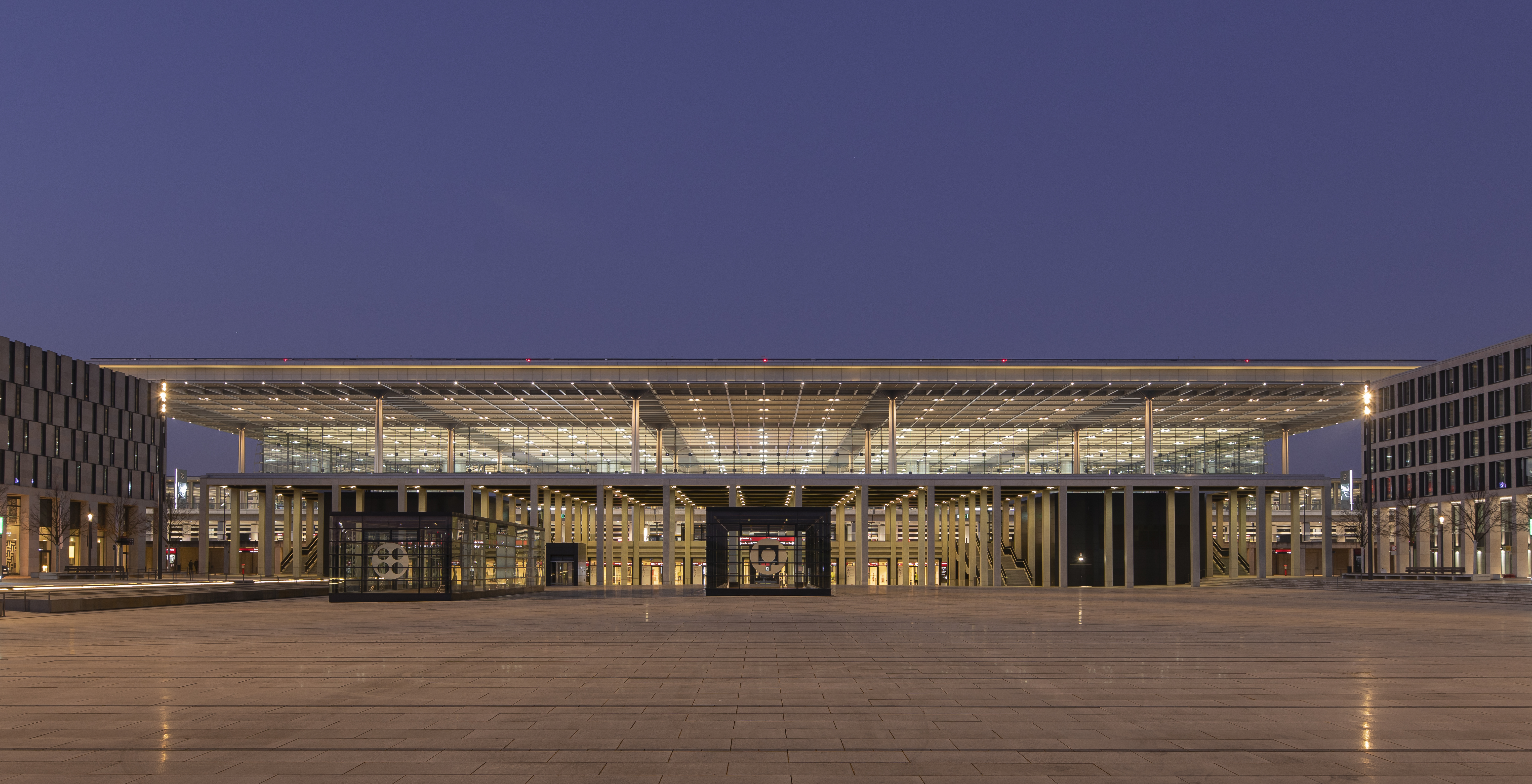
Terminal 1 des BER in Schönefeld

- Flughafen Berlin Brandenburg

## Bildung
Schönefeld hat ein Gymnasium, eine evangelische Schule-Gymnasium und die Oberschule am Flughafen.

## Persönlichkeiten
- Abel Burja (1752–1816), Mathematiker, geboren in Kiekebusch
- Albert Kiekebusch (1870–1935), Prähistoriker, geboren in Waßmannsdorf
- Rosemarie Clausen (1907–1990), Theaterfotografin, geboren in Großziethen
- Arno Zerbe (1941–2012), Fußballspieler, geboren in Selchow
- Horst Kullack (1948–1972), Todesopfer an der Berliner Mauer, geboren in Großziethen
- Bernd Wargos (1953–2017), Fußballspieler, geboren in Waltersdorf